# Batalla de Real del Rosario
La batalla de Real del Rosario fue una acción militar de la Guerra de Independencia de México, efectuada el 18 de diciembre de 1810, en Real del Rosario, Sinaloa. Los insurgentes comandados por el general José María González Hermosillo lograron derrotar a las fuerzas realistas del coronel Pedro Villaescusa. El general José María González Hermosillo tomó prisionero al coronel Villaescusa además de haber capturado 6 piezas de artillería. González Hermosillo permitió que el coronel Villaescusa se retirara del campo si este firmaba una capitulación y prometía no volver a levantarse en armas. Villaescusa firmó la rendición de sus tropas y salió con rumbo a San Ignacio Piaxtla donde lejos de respetar su acuerdo comenzó a hacer preparativos para enfrentar de nueva cuenta a los insurrectos. 